# Архітектура Боснії і Герцеговини
В історії архітектури Боснії і Герцеговини можна виділити чотири основних періоди, що визначили образ культурних та архітектурних особливостей країни.

## Середньовічний період

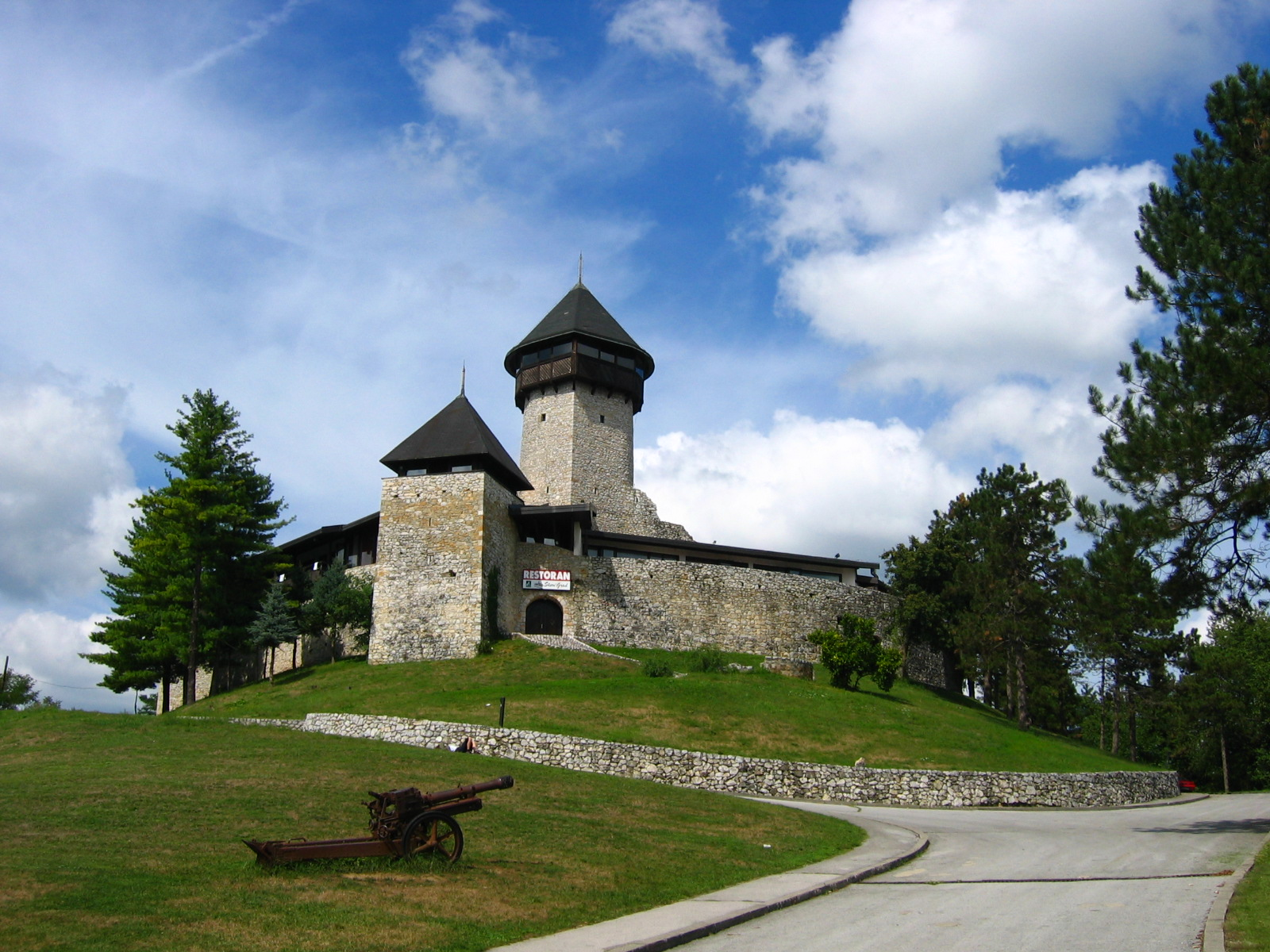
Замок у Великій Кладуші

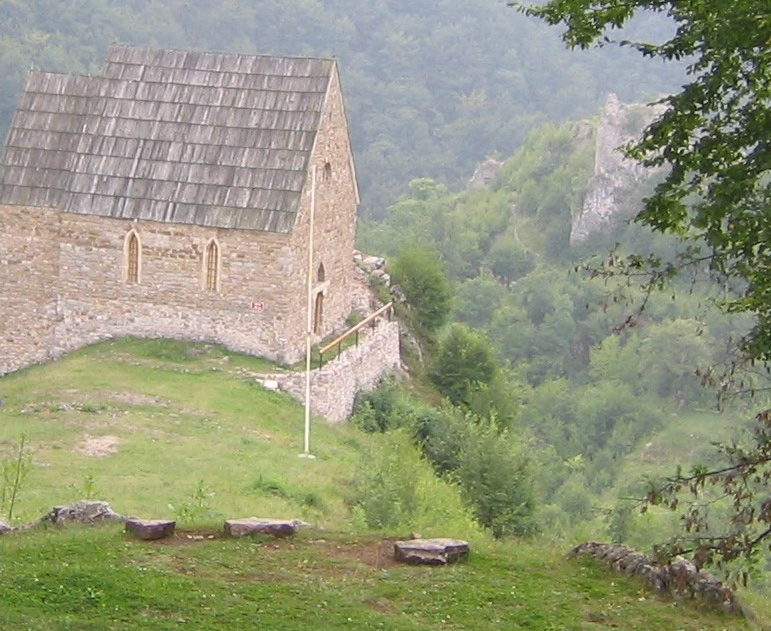
Бобоваць — резиденція правителів Боснії.

Середньовічний період у Боснії тривав до навали Османської імперії. В цей час поширеною у Боснії системою господарювання була задруга. У задрузі життя було організоване таким чином, що кілька родин жили у загальному селі. Родини жили в будинках, відомих як Динарські будинки. Це були прості споруди з деревини. Внутрішній простір будинку був організований навколо вогнища у центрі кімнати з окремими кімнатами для чоловіків та жінок. Привабливість цьому типу будинків надавав довгий ґанок з арками. Наявність ґанку перед будинком дозволяла мешканцям вести комфортне життя, позаяк він був місцем для входу до будинку та місцем для відпочинку.
У Боснії і Герцеговині у XII—XV століттях були побудовані військові фортеці. Фортеці будувалися з тесаного каменю з видом на річку, дорогу або місто. Сьогодні їх налічується близько 300, але більшість з них зруйновано. Добре збереглися фортеці у Сараєво, Сребренику, Благаї, Яйці, Травнику, Тешані, Почителі, Добої, Врандуці, Бобоваці, Столаці, Маглаї, Градачаці, Любушках, Соколаці, Доборі, Ключі, Бихачі, Босанській Крупі, Острожаці, Оштровиці, Великій Кладуші, Вишеграді, Зворнику та ін. Фортеця Суд у Кральєвій Сутєсці була побудована у готичному стилі. Прикладом середньовічної готики з романською вежею є Вежа Святого Луки, розташована в Яйці та побудована у 15 столітті.

## Османський період

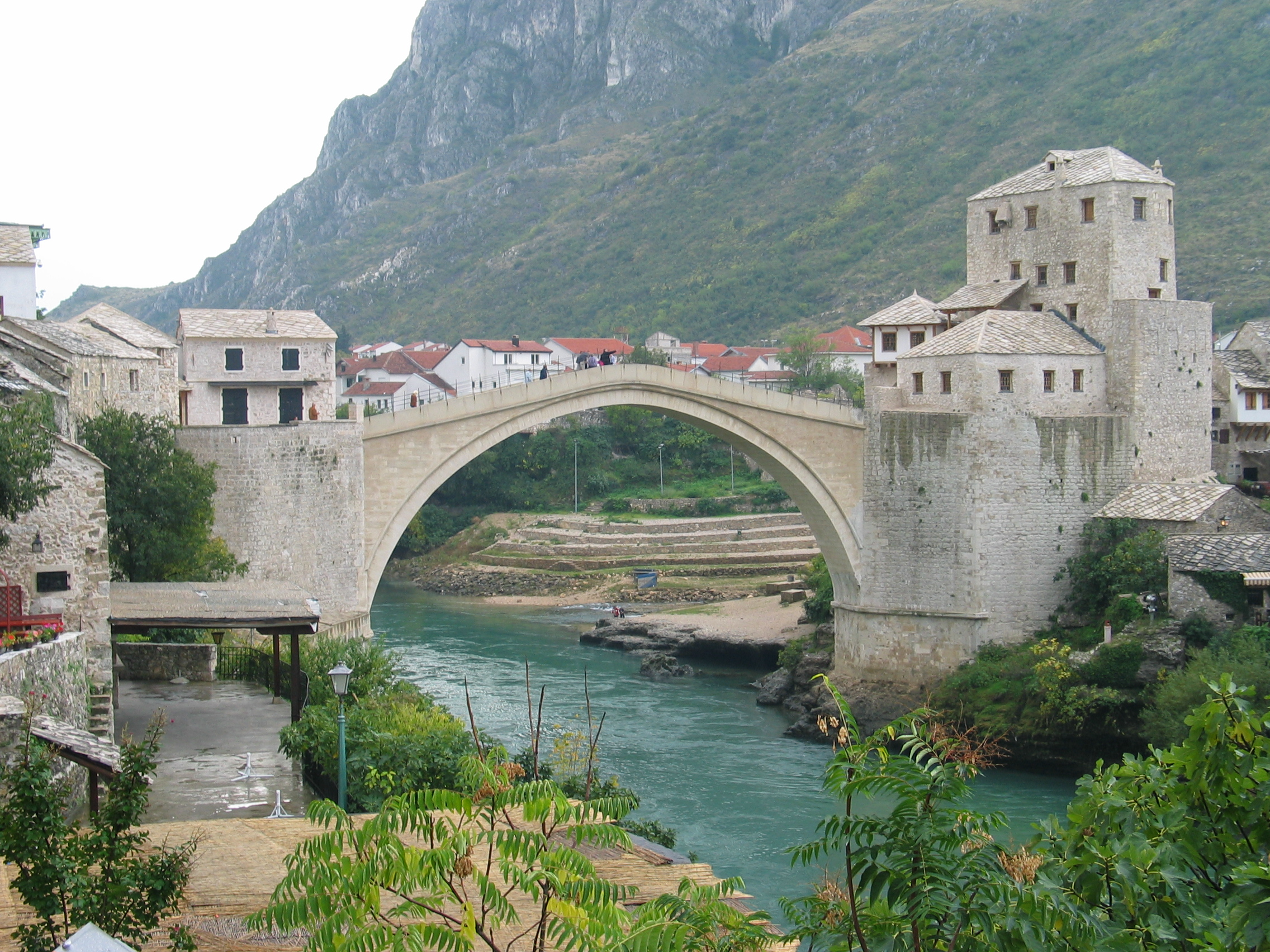
Старий міст у Мостарі

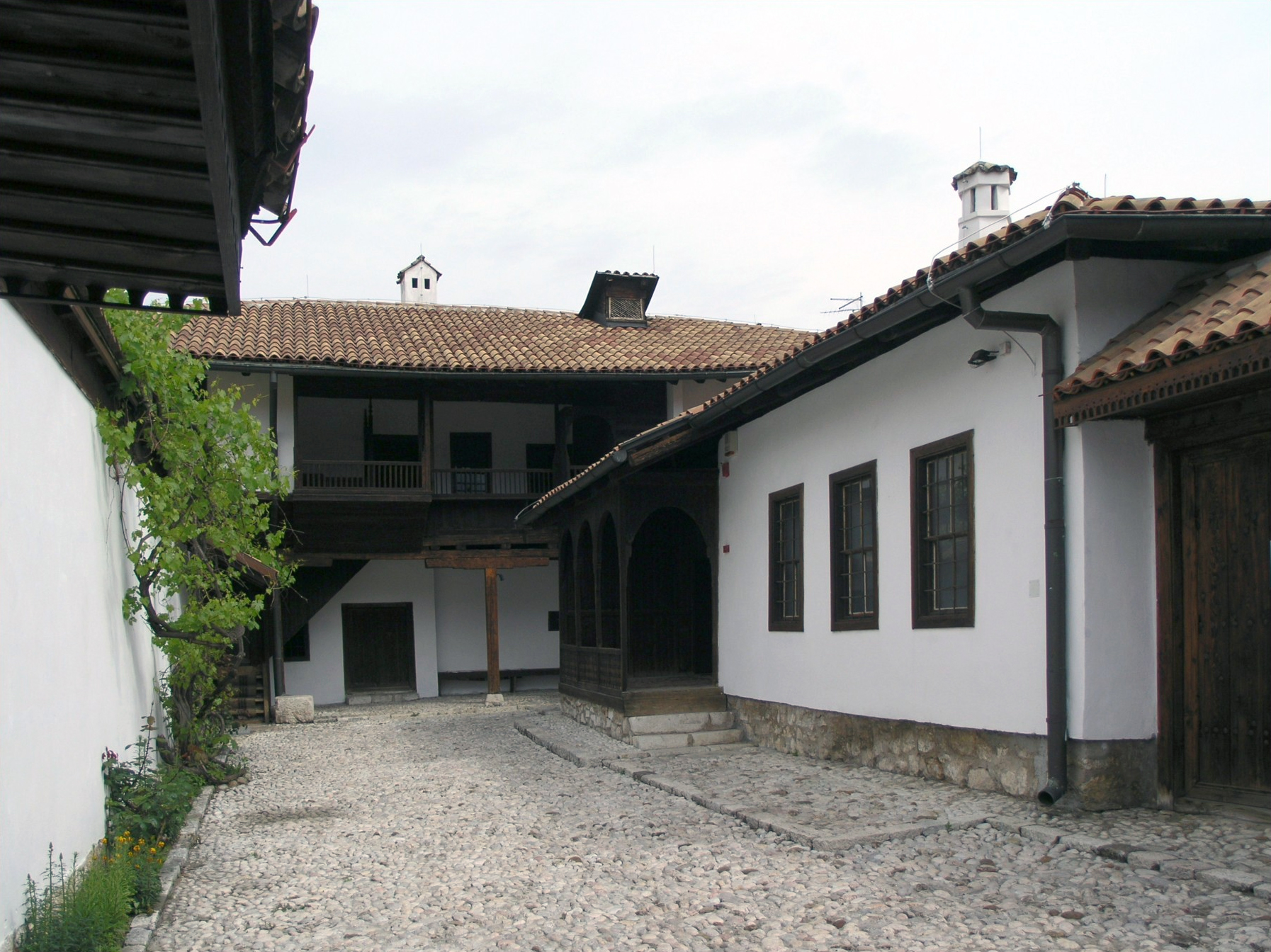
Будинок у Сараєво

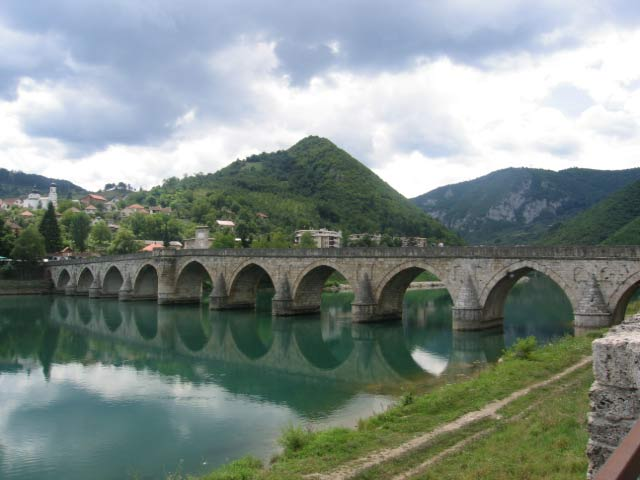
Міст на річці Дрині у Вишеграді.

Наприкінці 15 століття Османська імперія облаштувалася на Балканах. Велика частина Боснії і Герцеговини розташована в межах Дінарського нагір'я — системи гірських масивів, хребтів, міжгірських улоговин, долин.
Відповідно до концепції будівництва селищ між гір з річками, як основних елементів міського життя, у 1566 році у Мостарі, в Герцеговині під керівництвом турецького зодчого Мімера Хеджрудіна був побудований Старий міст через річку Неретву. Це був найдовший однопрогоновий арочний міст у світі. Ширина моста — 4 метри, довжина — 28 метрів, висота — 20 метрів. Арка, парапети і передні частини моста виготовлені з пористого каменю з мерехтливою поверхнею. Для настилу використовувався вапняк-доломіт, який був викладений подібно сходам. Міст порожній усередині.
Фундаменти будинків у цей час будувалися з каменю, перший поверх з глини, необпаленої цегли та дерев'яних перекриттів, покрівлі майже завжди з дерева. Боснійський будинок 17-го століття складався з наступних основних елементів: огорожі, обличчям до вулиці, внутрішнього двору з гальки або плоских каменів, відкритого фонтана (Šadrvan) для гігієнічних цілей та Divanhan — простору для відпочинку.

## Австро-угорський період

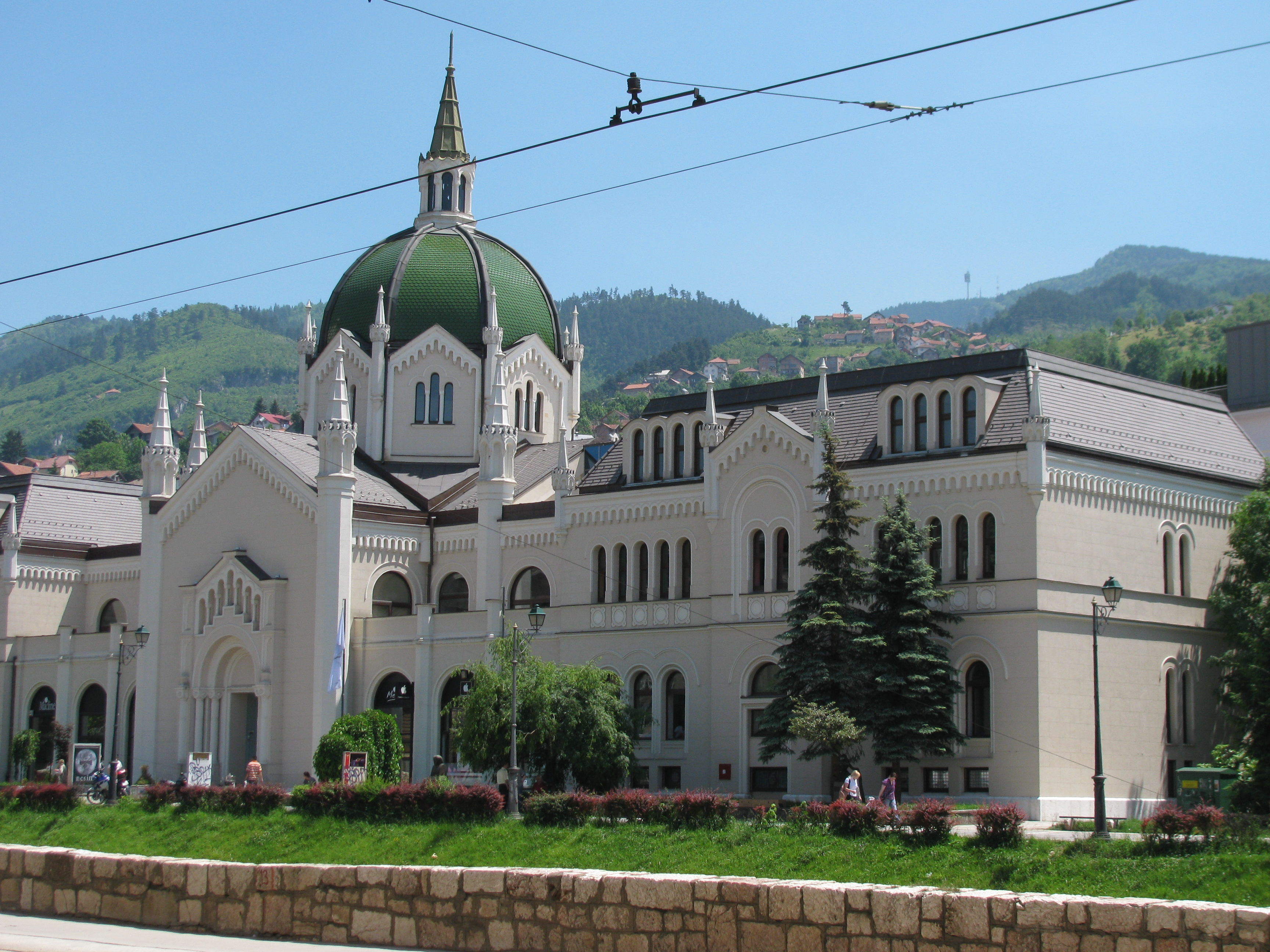
Академія мистецтв із Євангелічною церквою, 1899 р..

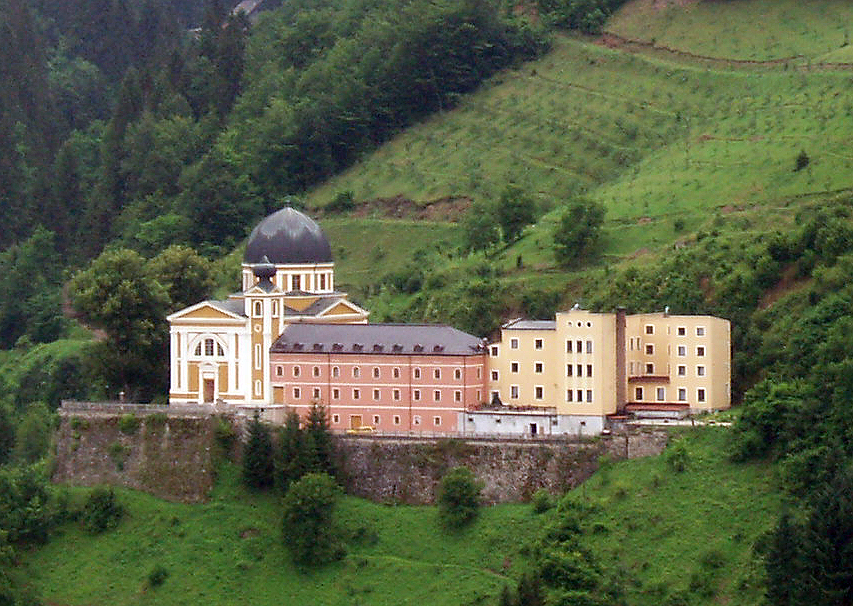
Францисканський монастир у Фойниці

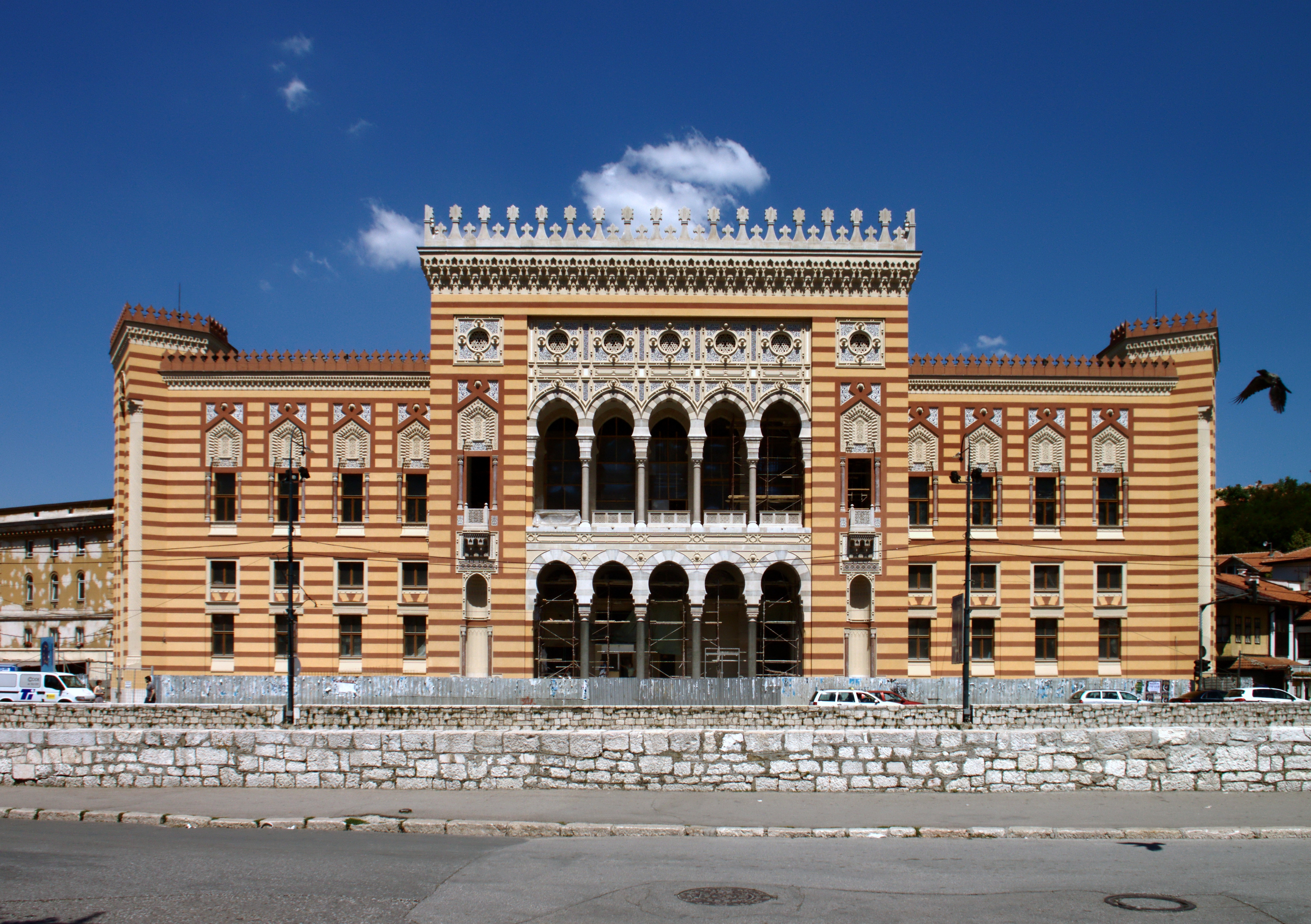
Національна та університетська бібліотека Боснії і Герцеговини у Сараєво

У 1878 році Боснія потрапила під управління Австро-угорської імперії і була анексована нею у 1908 році. Короткий час правління Австрійської Імперії справив величезний вплив на архітектуру району. Був введений новий будівельний кодекс правил, у якому нормувалися товщини стін та висота будівель, був потрібний дозвіл на будівництво та ін. Архітектура Боснії асимілювалася у Європейське русло, за винятком східного стилю (Неомавританський стиль).
Цей стиль черпав своє натхнення у Мавританській та Мудехарській архітектурі Іспанії, а також архітектурі Мамлюків у Єгипті та Сирії.
Міста цього періоду почали змінювати свій вигляд. Більшість проектів цього часу знаходилися під впливом австрійської архітектури.

## XX століття

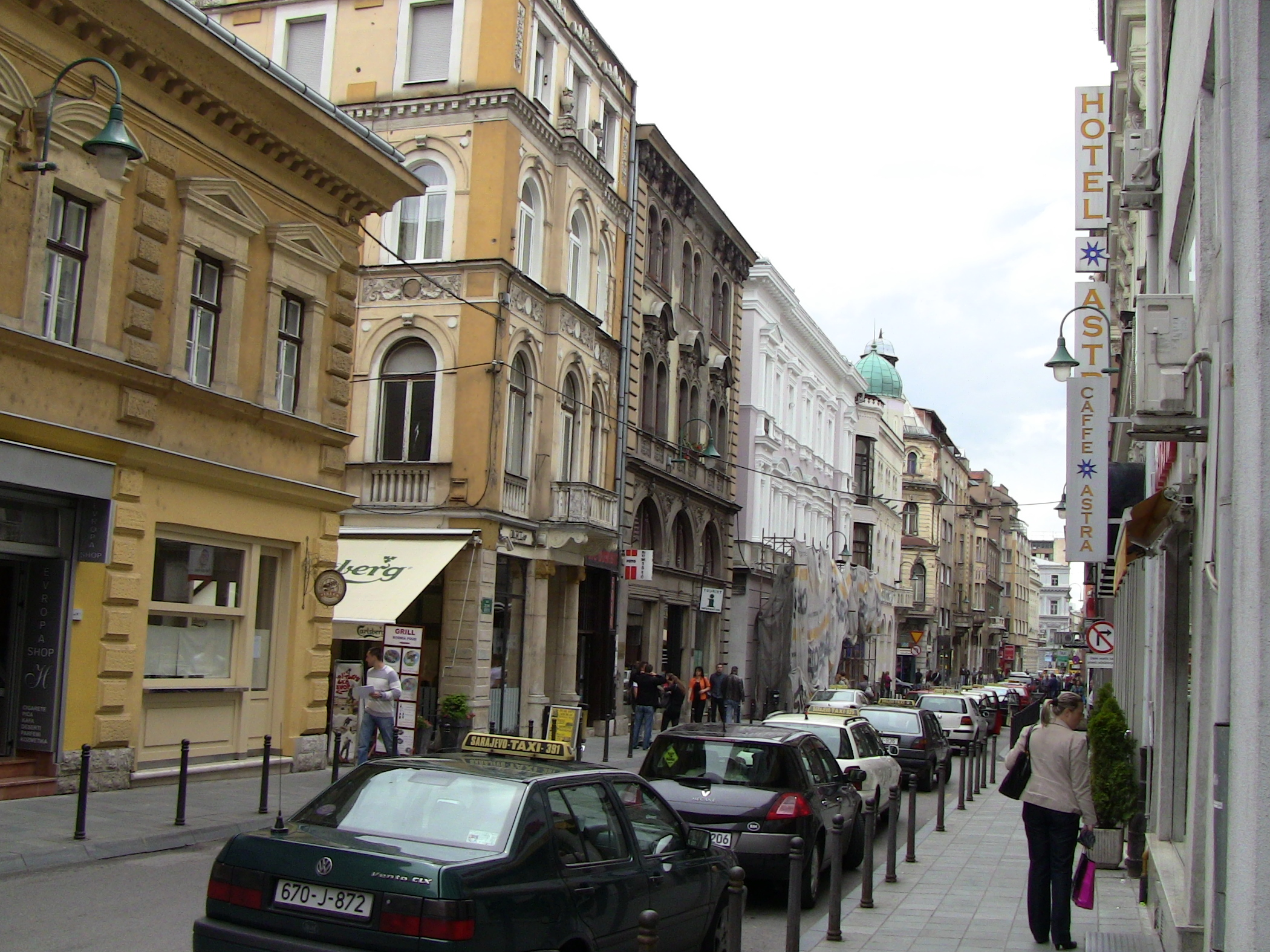
Сараєво. Типовий центр міста

В архітектурі Боснії і Герцеговини у 1920—1930-ті роки відбувся поворот до функціоналізму. У цьому стилі побудований металургійний завод у Зениці.
Наприкінці Другої Світової Війни Боснія і Герцеговина увійшла до складу Соціалістичної Федеративної Республіки Югославії. Після 1945 року у країні будувалися сучасні промислові підприємства (у Зениці, Ябланиці), житлові та громадські будівлі, спорткомплекси, будівля університету у Сараєво та ін.
З 1960-х років починаються пошуки пластичної виразності, близької до бруталізму, у декоративному оформленні будівель використовувалися місцеві матеріали (спортцентр «Скендерія», Музей народної революції у Сараєво, універмаг «Развітак» у Мостарі).
Курс на індустриалізацію та стандартизацію призвів до зменшення культурної ідентичності Боснії і Герцеговини. Прикладами спроб архітектурної різноманітності у будівництві були дворівневий житловий будинок «Діно» у Сараєво побудований у 1987 році архітекторами Аміром Вуком та Мірко Марічем, готель «Холідей» (Holiday Inn Hotel) побудований у 1983 році, вежі «Unis» Twin Towers побудовані у Сараєво у 1986 році та спроектовані Іваном Штраусом.
Під час війни у 1992 році в результаті військових дій у Боснії і Герцеговині було знищено понад 2000 мечетей, православних та католицьких церков, монастирів та інших релігійних та культурних об'єктів. Після війни країна займається відновленням зруйнованих будівель та споруд, будівництвом нових.